# 허버트 에바트
허버트 베레 에바트(영어: Herbert Vere Evatt, 1894년 4월 30일~1965년 11월 2일)는 오스트레일리아의 정치인이자 판사였다. 그는 1930년부터 1940년까지 오스트레일리아 고등법원 판사, 1941년부터 1949년까지 법무장관과 외무 장관, 1951년부터 1960년까지 오스트레일리아 노동당(ALP) 대표와 야당 대표를 지냈다.
뉴사우스웨일스주 이스트메이트랜드에서 태어나 시드니 노스쇼어에서 자랐다. 그는 시드니 대학교에서 법학을 공부했고 1924년 법학박사 학위를 취득했다. 1925년부터 1930년까지 뉴사우스웨일스주 의회에서 활동한 후, 1930년 스컬린 정부에 의해 고등법원에 임명되었다. 그는 36세였고, 법원 역사상 최연소 임명자로 남아있다. 그는 혁신적인 판사로 여겨졌으나 1940년 연방 선거에서 연방 의회로 선출되기 위해 법원을 떠났다.
1941년, ALP는 존 커틴 총리가 이끄는 정부로 복귀했다. 에바트는 1949년 연방 선거에서 정부가 패배할 때까지 커틴과 벤 치플리 밑에서 그가 가진 직위들의 법무 장관과 외무 장관으로 임명되었다. 1948년부터 1949년까지 유엔 총회 의장을 지냈으며, 세계 인권 선언의 초안 작성을 도왔다. 1951년 치플리가 사망한 후, 에바트는 ALP의 지도자로서 그의 후계자로 선출되었다. 냉전 기간 동안 공산주의에 대한 당의 태도에 대한 내부의 긴장은 1955년 당의 분열로 절정에 달했다. ALP는 1954년, 1955년, 1958년 에바트의 지도 아래 3번의 연방 선거에서 연속으로 패배했다. 그는 1960년 정계에서 은퇴하고 뉴사우스웨일스주 대법원장직을 수락하는 데 확신되기 전에 세 번의 지도력 유출에 직면했다.

## 어린 시절
에바트는 1894년 4월 30일 뉴사우스웨일스주 이스트메이트랜드의 뱅크 호텔에서 태어났다. 그는 제인 소피아와 존 애쉬모어 해밀턴 에바트 사이에서 8명의 아들 중 다섯 번째로 태어났다. 그의 아버지의 편에서 에바트는 앵글로아일랜드인 가문의 후손이었고, 그의 친할아버지는 제70 서리 보병 연대의 조지 에바트 대위였고, 삼촌은 조지 에바트 경이었다. 그의 아버지는 인도의 칸푸르에서 태어났지만 아일랜드 더블린에서 자랐다. 그는 16세의 나이에 오스트레일리아에 도착했고, 마침내 1882년에 시드니에서 온 해양 엔지니어의 딸 지니 그레이와 결혼했다. 에바트의 외할아버지는 영국 런던 쇼어디치에서, 외할머니는 아일랜드 리머릭주에서 태어났다. 그의 부모는 1885년 이스트메이트랜드로 이사를 가서 1891년까지 헌터 리버 호텔을 경영했고, 그 후 작은 뱅크 호텔을 인수했다.
에바트는 지역 주립 학교에서 교육을 시작했다. 1901년 10월 아버지는 아들이 7살이었을 때 사망했다. 가족은 메이틀랜드에 3년 더 머물렀지만, 결국 노스쇼어에 사는 그의 어머니 가족과 더 가까워지기 위해 포트잭슨만으로 이사했다. 그녀는 키리빌리에 있는 부모님 집에서 도보로 갈 수 있는 시드니 항구가 보이는 밀슨스 포인트에 집을 샀다. 그 집은 나중에 시드니 하버 브리지를 위한 길을 내기 위해 철거되었다. 에바트는 포트 스트리트 모델 스쿨에 등록했는데, 포트 스트리트 모델 스쿨은 시드니 천문대 공원에 있는 항구 바로 건너편에 있었다. 그는 1905년부터 1911년까지 학교를 다녔고, 마지막 해에는 크리켓과 럭비 유니온 팀의 주장을 맡았다. 그는 주 고등학교 시험에서 2등을 했고, 학교에서 낙제점을 받았다.

## 국정
시력이 좋지 않았기 때문에, 에바트는 그의 형제들 중 두 명이 사망한 제1차 세계 대전에서 복무할 수 없었다. 그는 시드니에서 저명한 산업 변호사가 되어 주로 노동조합 고객들을 위해 일했다. 1925년 뉴사우스웨일스주 의회에서 발메인의 오스트레일리아 노동당 의원으로 선출되었다. 1927년 "독립 노동당" 후보로 재선된 에바트는 1930년까지 입법부에서 근무했다.

## 사생활

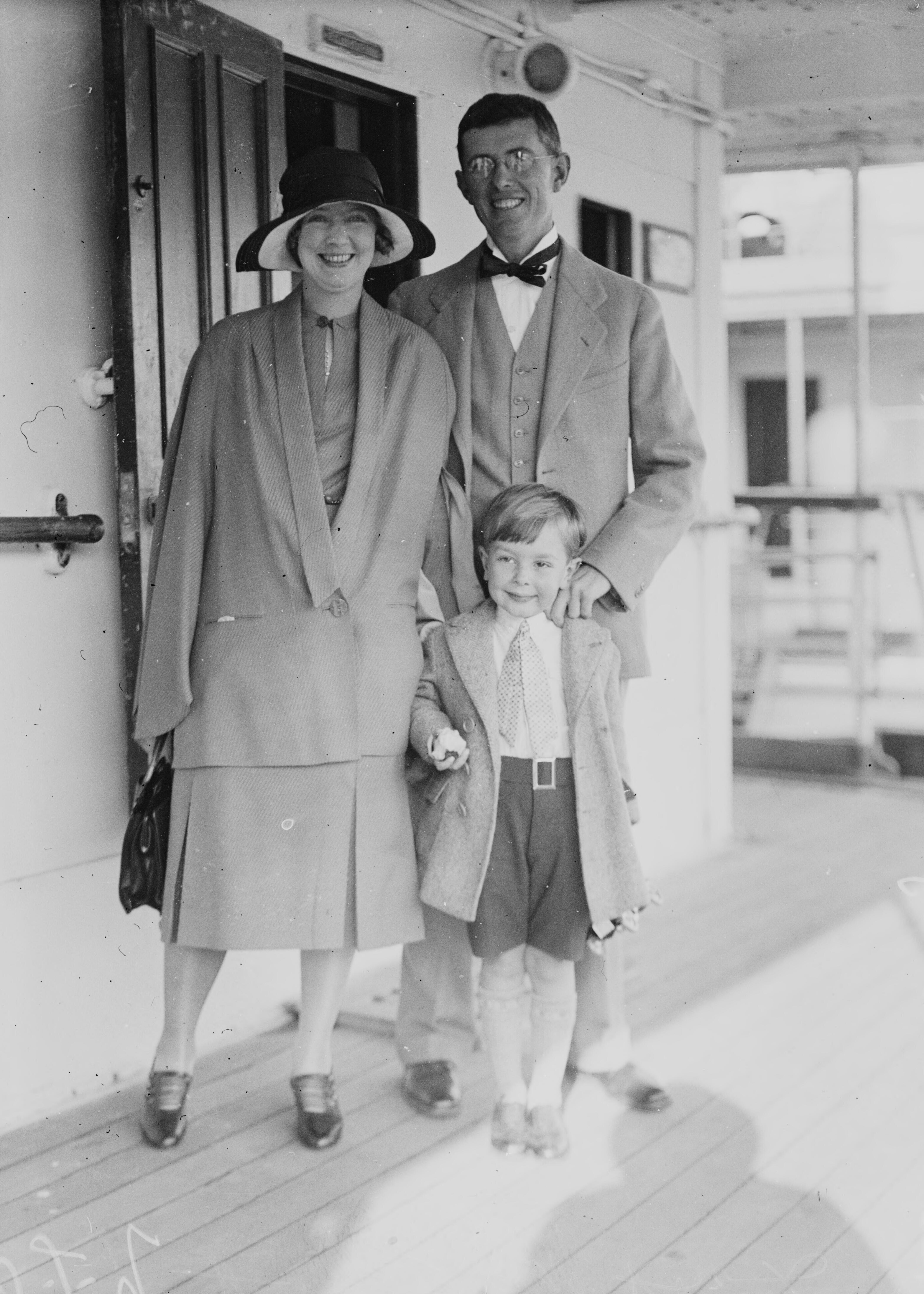
1926년에 에바트의 아내 메리와 아들 피터

뉴사우스웨일스주 변호사가 된 지 2년 후인 1920년 11월 27일, 성공회 신자인 에바트는 뉴사우스웨일스주 모스먼에 있는 회중교회에서 메리 앨리스 셰퍼와 결혼했다. 때때로 격동적인 성격에도 불구하고, 그 관계는 헌신적이었다. 부부는 피터와 로잘린드라는 두 아이를 두었는데, 메리 앨리스의 심각한 생리학적 문제 때문에 입양했다.
피터 에바트는 1953년 국내 스컬링 챔피언이었고 1956년 하계 올림픽에서 조정에 오스트레일리아를 대표했다. 피터는 그의 아버지와 마찬가지로 ALP의 일원이었으며, 1969년 연방 선거에서 베넬롱의 의석을 위하여 출마하였다.
1972년 50세의 나이로, 피터는 결함이 있는 전기 토스터를 수리하려다 우발적인 감전사로 사망했다. 그는 여섯 명의 자식들과 함께 죽었다. 그의 죽음은 1972년 12월 27일 에이지에 의해 보도되었다.
1953년 로잘린드 에바트는 캔버라 라디오 방송국 2CA의 매니저 피터 카로두스와 결혼했다.

## 사망
1962년, 에바트는 스트레스로 고통받았고, 벤치에서 은퇴하도록 설득되었다. 그는 또한 그의 건강 악화의 원인이 된 동맥경화증을 앓았다. 1965년 11월 2일 캔버라에서 폐렴으로 사망했다.

## 역대 선거 결과
| 선거명      | 직책명                 | 대수 | 정당                  | 1차 득표율 | 1차 득표수 | 2차 득표율 | 2차 득표수 | 결과 | 당락               |
| ----------- | ---------------------- | ---- | --------------------- | ---------- | ---------- | ---------- | ---------- | ---- | ------------------ |
| 1940년 선거 | 하원의원 (바튼 선거구) | 16대 | 오스트레일리아 노동당 | 57.4%      | 35,425표   |            |            | 1위  | 바튼 하원의원 당선 |
| 1943년 선거 | 하원의원 (바튼 선거구) | 17대 | 오스트레일리아 노동당 | 74.2%      | 51,296표   |            |            | 1위  | 바튼 하원의원 당선 |
| 1946년 선거 | 하원의원 (바튼 선거구) | 18대 | 오스트레일리아 노동당 | 66.9%      | 48,740표   |            |            | 1위  | 바튼 하원의원 당선 |
| 1949년 선거 | 하원의원 (바튼 선거구) | 19대 | 오스트레일리아 노동당 | 53.2%      | 21,681표   |            |            | 1위  | 바튼 하원의원 당선 |
| 1951년 선거 | 하원의원 (바튼 선거구) | 20대 | 오스트레일리아 노동당 | 50.3%      | 20,949표   |            |            | 1위  | 바튼 하원의원 당선 |
| 1954년 선거 | 하원의원 (바튼 선거구) | 21대 | 오스트레일리아 노동당 | 54.7%      | 23,303표   |            |            | 1위  | 바튼 하원의원 당선 |
| 1955년 선거 | 하원의원 (바튼 선거구) | 22대 | 오스트레일리아 노동당 | 49.2%      | 20,896표   | 50.3%      | 21,340표   | 1위  | 바튼 하원의원 당선 |
| 1958년 선거 | 하원의원 (헌터 선거구) | 23대 | 오스트레일리아 노동당 | 74.4%      | 31,740표   |            |            | 1위  | 헌터 하원의원 당선 |